# Cơ quan an ninh
Cơ quan tình báo là một tổ chức chính phủ thực hiện các hoạt động nằm vùng, gián điệp, thu thập thông tin có độ nhạy cảm cao vì an ninh nội bộ của một quốc gia. Họ là tổ chức tình báo trong nước, tương ứng với  các cơ quan tình báo nước ngoài, và thường tiến hành hoạt động phản gián để cản trở các nỗ lực tình báo nước ngoài của các nước khác. Ví dụ, Cục Điều tra Liên bang Hoa Kỳ (FBI) là cơ quan tình báo nội bộ, an ninh và thực thi pháp luật, trong khi Cục Tình báo Trung ương (CIA) là cơ quan tình báo bên ngoài, chủ yếu giải quyết việc thu thập thông tin tình báo ở ngoài nước Mỹ. Một mối quan hệ tương tự tồn tại ở Anh giữa MI5 và MI6.
Sự phân biệt hoặc chồng chéo giữa các cơ quan tình báo, cảnh sát quốc gia và các tổ chức hiến binh khác nhau tùy theo quốc gia. Ví dụ, ở Hoa Kỳ, một tổ chức, FBI, là cảnh sát quốc gia, cơ quan an ninh nội bộ và cơ quan phản gián. Ở các nước khác, các cơ quan riêng biệt tồn tại, mặc dù tính chất công việc của họ khiến họ tương tác với nhau. Ví dụ, ở Pháp, Cơ quan Cảnh sát và Cơ quan Gendarmerie nationale  đều xử lý các nhiệm vụ về trị an, và Cơ quan Direction centrale du renseignement intérieur xử lý phản gián.
Tương tự như vậy, sự khác biệt hoặc chồng chéo giữa các cơ quan an ninh quân sự và dân sự khác nhau giữa các quốc gia. Tại Hoa Kỳ, FBI và CIA là các cơ quan dân sự, mặc dù họ có nhiều đặc điểm bán quân sự khác nhau và có mối quan hệ chuyên nghiệp với các tổ chức tình báo quân sự của Hoa Kỳ. Ở nhiều nước, tất cả các nỗ lực tình báo đều trả lời cho quân đội, dù là theo thiết kế chính thức hay ít nhất là trên cơ sở thực tế. Các quốc gia nơi các cơ quan quân sự và dân sự khác nhau phân chia trách nhiệm có xu hướng tổ chức lại các nỗ lực của họ trong nhiều thập kỷ để buộc các cơ quan khác nhau hợp tác hiệu quả hơn, tích hợp (hoặc ít nhất là phối hợp) nỗ lực của họ với một số ban giám đốc thống nhất. Ví dụ, sau nhiều năm chiến tranh sân cỏ, các cơ quan thành viên của Cộng đồng Tình báo Hoa Kỳ giờ đây được điều phối bởi Giám đốc Tình báo Quốc gia, với hy vọng giảm thiểu việc lấy cắp thông tin.
Ví dụ, ở Ireland, các hoạt động tình báo liên quan đến an ninh nội bộ được thực hiện bởi quân đội (G2) và cảnh sát (SDU), thay vì các cơ quan dân sự.
Các cơ quan tình báo thường có các chữ "an ninh", "tình báo" hoặc "dịch vụ" trong tên của họ. Các tổ chức tư nhân cung cấp các dịch vụ tương tự như cơ quan an ninh có thể được gọi là "công ty bảo mật" hoặc "dịch vụ bảo mật", nhưng những thuật ngữ đó cũng có thể được sử dụng cho các tổ chức không liên quan đến thu thập thông tin tình báo.